# Parasemia cespitalis
Parasemia cespitalis är en fjärilsart som beskrevs av Dyar 1902. Parasemia cespitalis ingår i släktet Parasemia och familjen björnspinnare. Inga underarter finns listade i Catalogue of Life.